# Hyperoctaèdre

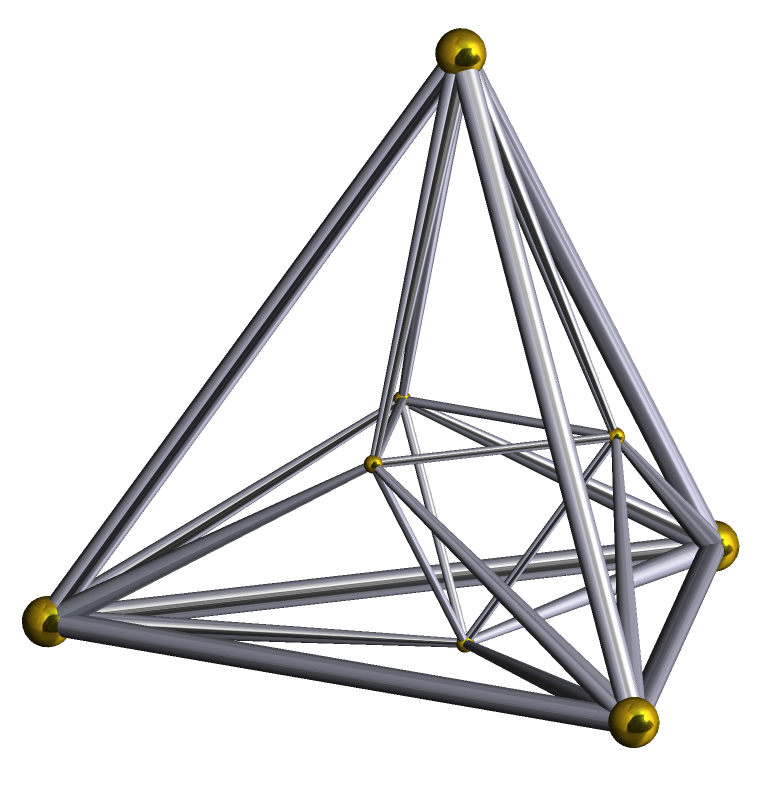
Diagramme de Schlegel de l'hexadécachore, hyperoctaèdre en dimension 4.

Un hyperoctaèdre est, en géométrie, un polytope régulier convexe, généralisation de l'octaèdre en dimension quelconque. Un hyperoctaèdre de dimension n est également parfois nommé polytope croisé, n-orthoplexe ou cocube.

## Définition
Un hyperoctaèdre est l'enveloppe convexe des points formés par toutes les permutations des coordonnées (±1, 0, 0, …, 0).

## Exemples
En dimension 1, l'hyperoctaèdre est simplement le segment de droite [-1, +1] ; en dimension 2, il s'agit d'un carré de sommets {(1, 0), (-1, 0), (0, 1), (0, -1)}. En dimension 3, il s'agit de l'octaèdre. En dimension 4, il s'agit de l'hexadécachore.

## Propriétés
L'hyperoctaèdre de dimension n possède 2n sommets et 2n facettes (de dimension n-1), lesquelles sont des n-1 simplexes. Les figures de sommet sont toutes des n-1 hyperoctaèdres. Son symbole de Schläfli est {3,3,…,3,4}, avec n-1 chiffres.
De façon générale, le nombre de composants de dimension k d'un hyperoctaèdre de dimension n est donné par : {\displaystyle 2^{k+1}{n \choose {k+1}}}. Son volume est {\displaystyle {\frac {2^{n}}{n!}}.}.
L'hyperoctaèdre est le polytope dual de l'hypercube. Avec ce dernier et les simplexes, il forme l'une des trois familles de polytopes réguliers.